# Orectognathus elegantulus
Orectognathus elegantulus é uma espécie de formiga do gênero Orectognathus, pertencente à subfamília Myrmicinae.